# Nichirei International Open 1991
Il Nichirei International Championships 1991 è stato un torneo di tennis giocato sul cemento. È stata la 14ª edizione del torneo, che fa parte della categoria Tier II nell'ambito del WTA Tour 1991. Si è giocato a Ariake Coliseum di Tokyo in Giappone dal 16 al 22 settembre 1991.

## Campionesse

### Singolare
Monica Seles ha battuto in finale  Mary Joe Fernández con il punteggio di 6–1, 6–1

### Doppio
Mary Joe Fernández /  Pam Shriver hanno battuto in finale  Carrie Cunningham /  Laura Gildemeister con il punteggio di 6–3, 6–3